# 鳥越 (横浜市)
鳥越（とりごえ）は、神奈川県横浜市神奈川区の町名。「丁目」のない単独行政地名。住居表示未実施区域。

## 地理
神奈川区の中央部に位置し、東に立町、南に富家町、西に西神奈川、北西に白楽、北東に白幡西町と接している。

## 歴史

### 沿革
- 1932年（昭和7年）1月1日 - 神奈川町の一部を分離し、鳥越を新設。横浜市神奈川区鳥越となる[6]。
- 1978年（昭和53年）9月10日 - 西神奈川地区の土地区画整理事業に伴い[7]、鳥越の一部を白楽に、立町、西神奈川町の一部を鳥越に編入。富家町との境界を変更する[8]。

## 世帯数と人口
2025年（令和7年）3月31日現在（横浜市発表）の世帯数と人口は以下の通りである。
| 町丁 | 世帯数  | 人口  |
| ---- | ------- | ----- |
| 鳥越 | 409世帯 | 785人 |

### 人口の変遷
国勢調査による人口の推移。
| 年                 | 人口 |
| ------------------ | ---- |
| 1995年（平成7年）  | 821  |
| 2000年（平成12年） | 738  |
| 2005年（平成17年） | 673  |
| 2010年（平成22年） | 663  |
| 2015年（平成27年） | 674  |
| 2020年（令和2年）  | 788  |

### 世帯数の変遷
国勢調査による世帯数の推移。
| 年                 | 世帯数 |
| ------------------ | ------ |
| 1995年（平成7年）  | 359    |
| 2000年（平成12年） | 329    |
| 2005年（平成17年） | 310    |
| 2010年（平成22年） | 313    |
| 2015年（平成27年） | 325    |
| 2020年（令和2年）  | 377    |

## 学区
市立小・中学校に通う場合、学区は以下の通りとなる（2024年11月時点）。
| 番・番地等 | 小学校             | 中学校               |
| ---------- | ------------------ | -------------------- |
| 全域       | 横浜市立浦島小学校 | 横浜市立浦島丘中学校 |

## 事業所
2021年（令和3年）現在の経済センサス調査による事業所数と従業員数は以下の通りである。
| 町丁 | 事業所数 | 従業員数 |
| ---- | -------- | -------- |
| 鳥越 | 23事業所 | 167人    |

### 事業者数の変遷
経済センサスによる事業所数の推移。
| 年                 | 事業者数 |
| ------------------ | -------- |
| 2016年（平成28年） | 15       |
| 2021年（令和3年）  | 23       |

### 従業員数の変遷
経済センサスによる従業員数の推移。
| 年                 | 従業員数 |
| ------------------ | -------- |
| 2016年（平成28年） | 179      |
| 2021年（令和3年）  | 167      |

## 施設
- 孝道教団本部
- 横浜孝道幼稚園[18]

## その他

### 日本郵便
- 郵便番号 : 221-0064[3]（集配局：神奈川郵便局[19]）

### 警察
町内の警察の管轄区域は以下の通りである。
| 番・番地等 | 警察署       | 交番・駐在所 |
| ---------- | ------------ | ------------ |
| 全域       | 神奈川警察署 | 西神奈川交番 |